# Cao Lan jezik
Cao Lan jezik (ISO 639-3: mlc; ostali nazivi Cao, Caolan, Lan-Sán Chi, “Man Cao-Lan”, “Mán”, San Chay, San Chi, Sán-Chi), centralni tai jezik iz sjevernog Vijetnama koji se govori uglavnom po provincijama Tuyen Quang, Bac Can i Thai Nguyen i raštrkano na područjima provincija Yen Bai, Vinh Phuc, Phu Tho, Bac Giang iQuang Ninh; ukupno 147 000 (1999 popis).
Službeno su San Chay u Vijetnamu priznati kao nacionalnostu, a navodno su u Vijetnam došli u 19. stoljeću iz Kine.

## Vanjske poveznice
- Ethnologue (14th)
- Ethnologue (15th)
- The Cao Lan Language